# MTV Unplugged: Korn
  ' MTV Unplugged: Korn  ' — акустичний концертний альбом ню-метал-групи Korn вийшов 5 березня 2007.

## Про альбом
Концерт, який є частиною серії концертів MTV Unplugged, пройшов у студії MTV на Таймс-Сквер в Нью-Йорку 9 грудня 2006 року перед публікою в кількості приблизно 50 чоловік. Це був другий акустичний виступ Korn, який транслировався по телебаченню, перший був у вечірньому ток-шоу Jimmy Kimmel Live! На каналі ABC 18 липня 2006 року. Запис телевізійної трансляції концерту існує у вигляді піратського DVD, який можна придбати в деяких країнах. Шоу транслювалося в інтернеті на MTV.com 23 лютого і по телебаченню в Америці, Європі та Азії 2 березня 2007 року.
В ексклюзивному акустичному виступі були задіяні відомі музиканти, такі як The Cure і Емі Лі, вокалістка групи Evanescence. Також, як глядач, був присутній Честер Беннінгтон з Linkin Park.
Альбом дебютував в Billboard 200 на дев'ятому рядку, з результатом 51.000 проданих копій за перший тиждень. Також альбом стартував на 20-му місці в United World Chart з 72.000 проданих копій по всьому світу за перший тиждень.

## Список композицій
1. «Blind» — 3:29
2. «Hollow Life» — 3:24
3. «Freak on a Leash» — 3:55
4. «Falling Away from Me» — 3:55
5. «Creep (пісня Radiohead)» — 3:51
6. «Love Song»  — 3:50
7. «Got the Life» — 3:48
8. «Twisted Transistor» — 3:00
9. «Coming Undone» — 3:35
10. «Make Me Bad/In Between Days» — 5:35
11. «Throw Me Away» — 6:20

## Учасники запису
- Філді — бас -гітара
- Зак Бейрд — піаніно
- Енді Боув — цимбали
- Джефф Карні — контрабас
- Кален Чейз — бек -вокал, різні інструменти
- Алекс Колетт — продюсер, режисер MTV
- Джонатан Девіс — вокал, художня постановка, організація
- Майк Девіс — тромбон, бас- тромбон
- Ерік Фрідлендер — віолончель
- Білл Еллісон — контрабас
- Річард Гіббс — продюсер, організатор, музичний директор
- Жорж Коста — другий інженер
- Ксаба Петоц — додатковий инженеринг
- Віні Кирила — додатковий инженеринг
- Джулія Грін — віолончель
- Білл Хейз — скляна гармоніка
- Міхаель Жокум — перкусія
- Морріс Кайнума — цимбали
- Еві Ко — віолончель
- Емі Лі — додатковий вокал на «Freak on a Leash»
- Хезер МкФерсон — барабани тайко
- Джефф Нельсон — бас- тромбон, контрабас — тромбон
- Мирл Окада — барабани тайко
- Роб Паттерсон — гітара
- Манкі — гітара
- Дейв Сірюльнік — виконавчий продюсер
- Дейл Стракенбрук — музична пила
- The Cure (Роберт Сміт, Саймон Геллап, Порл Томпсон і Джейсон Купер) — запрошені гості, які виконали " In Between Days "
- Джеремі Тернер — віолончель
- Вінн Йамамі — барабани тайко
- Мідорі Йасуда — барабани тайко
- Хана Йошикава — барабани тайко